# 谢族黎夫人墓
谢族黎夫人墓，位于中国广东省梅州市大埔县西河和平，为梅州市大埔县的一个县级文物保护单位，类型为古墓葬，公布时间为1991年4月。
谢族黎夫人墓的历史年代为宋代。